# Sandro Simonet
Sandro Simonet, född 5 juli 1995, är en schweizisk alpin skidåkare som debuterade i världscupen den 13 november 2016 i Levi i Finland. Simonet ingick i det schweiziska lag som vann guld i lagtävlingen vid världsmästerskapen i alpin skidsport 2019.